# انتیتی فریم ورک
انتیتی فریم ورک (EF) (به انگلیسی: Entity Framework) یک «نگاشت شی رابطه‌ای» برای ای-دی-او دات نت در دانت نت فریم ورک هست.
ای-دی-او دات نت (به انگلیسی: ADO.Net) یک چهارچوب بسیار قوی برای دسترسی به داده هاست. «نگاشت شی رابطه‌ای» یا همان ORM یک تکنولوژی در برنامه‌نویسی شی گراست برای تبدیل داده‌ها بین سیستم‌های ناسازگار.
پس باتوجه به تعاریف بالا می‌توان گفت انتیتی فریم ورک یک تکنولوژی شی گرا برای دسترسی به داده‌ها از طریق یک نوع سیستم متفاوت با سیستم دیتا بیس است.
در انتیتی فریم ورک با دیتابیس و جداول آن مانند اشیایی برخورد می‌کنیم؛ که این مکانیزم‌ها برایشان فراهم شده است:
1. انجام عملگرهای پایهٔ CRUD. (Create, Read, Update, Delete)
2. مدیریت آسان رابطه‌های یک به یک، یک به چند، و چند به چند
3. قابلیت داشتن روابط ارث بری بین Entities.

مزایای استفاده از انتیتی فریم ورک
1. دسترسی به داده‌ها در یک زبان سطح بالا
2. مدل conceptual را می‌توان با استفاده از روابط بین entities، بیان کرد.
3. مدیریت آسان‌تر داده‌ها، مانند افزودن و حذف و آپدیت